# هگزامتیلن‌دی‌آمین
هگزامتیلن‌دی‌آمین (به انگلیسی: Hexamethylenediamine) با فرمول شیمیایی C۶H۱۶N۲ یک ترکیب شیمیایی با شناسهٔ پاب‌کم ۱۶۴۰۲ و جرم مولی ۱۱۶.۲۱ g/mol است. شکل ظاهری این ترکیب، بلورهای سفید یا پودر است.